# Driss Gharroumi
Driss Gharroumi est un boxeur marocain.

## Carrière
Driss Gharroumi est médaillé d'argent dans la catégorie des moins de 75 kg aux championnats d'Afrique de boxe amateur 2022 à Maputo, s'inclinant en finale contre le Congolais David Tshama.